# San Patricio County
San Patricio County är ett administrativt område i delstaten Texas, USA, med 64 804 invånare (2010). Den administrativa huvudorten (county seat) är Sinton.

## Geografi
Enligt United States Census Bureau har countyt en total area på 1 831 km². 1 792 km² av den arean är land och 39 km² är vatten.

### Angränsande countyn
- Bee County - norr
- Refugio County - norr
- Aransas County - nordost
- Nueces County - söder
- Jim Wells County - sydväst
- Live Oak County - nordväst